# Fondo scala
Nel campo dei sistemi di misura il fondo scala rappresenta il valore massimo che può essere misurato da un determinato strumento di misura.
Viene talvolta confuso con la portata, tuttavia c'è una differenza tra i due concetti. La portata è il valore assoluto massimo della grandezza in ingresso (ad esempio 100V o 10A); il fondo scala è, invece, un'indicazione corrispondente al valore massimo che l'indice (nel caso di strumenti analogici) o il display (nel caso di strumenti digitali) possono dare. Ad esempio uno strumento analogico potrebbe ricevere segnali in ingresso fino a 70V, ma l'indice avere come valore massimo 50 V.
In alcuni casi, se il valore misurato supera di molto il fondo scala dello strumento, questo può essere danneggiato in modo permanente, è il caso degli strumenti elettronici analogici; in quelli digitali, il superamento del fondo scala della grandezza fisica misurata, è segnalato da una determinata configurazione del display, e solitamente non danneggia lo strumento, a meno che il valore misurato non sia di grandezza tale da superare le protezioni adottate allo scopo, implementate nel circuito d'ingresso.